# نهر هيلسبورغ
نهر هيلسبورغ هو نهر يقع في ولاية فلوريدا في الولايات المتحدة. ينشأ في المستنقع الأخضر بالقرب من ملتقى مقاطعات هيلزبورو وباسكو وبولك ويتدفق 60 ميل (97 كـم). عبر مقاطعتي باسكو وهيلزبورو إلى منفذ في مدينة تامبا على خليج هيلزبره. يتضمن 4 مسارات طبيعية تمتد لأكثر من 7 ميل (11 كـم) مما يجعلها مثالية لممارسي رياضة المشي لمسافات طويلة. ظهر اسم نهر هيلزبره لأول مرة على خريطة بريطانية عام 1769. في ذلك الوقت كان إيرل هيلزبره وزير الدولة البريطاني للمستعمرات وبالتالي كان يتحكم في معاشات المساحين العاملين في المستعمرات الأمريكية والتي تضمنت شرق فلوريدا.